# Ménétréol-sous-Sancerre
Ménétréol-sous-Sancerre – miejscowość i gmina we Francji, w Regionie Centralnym, w departamencie Cher.
Według danych na rok 1990 gminę zamieszkiwały 353 osoby, a gęstość zaludnienia wynosiła 62 osoby/km² (wśród 1842 gmin Regionu Centralnego Ménétréol-sous-Sancerre plasuje się na 795. miejscu pod względem liczby ludności, natomiast pod względem powierzchni na miejscu 1337.).

## Atrakcje turystyczne
- kościół Saint-Hilaire – wybudowany w XVII wieku
- zamek Aubelles z XII wieku
- XVIII-wieczne winiarnie otwarte dla zwiedzających
- port z mariną położony nad kanałem Loary[1]